# Campionato Internazionale 1932-1933
La stagione 1932-1933 è stato il ventitreesimo Campionato Internazionale, e ha visto campione il Grasshopper Club.

## Gruppi

### Gruppo 1 - Est
| St. Moritz 15 gennaio 1933 | St. Moritz | 1 – 3 referto | Davos |  |

### Gruppo 2 - Centrale

#### Classifica
| Posizione | Squadra                 | G | V | N | P | GF | GF | DR | Punti | Osservazioni            |
| --------- | ----------------------- | - | - | - | - | -- | -- | -- | ----- | ----------------------- |
| 1.        | Grasshopper Club        | 2 | 2 | 0 | 0 | 7  | 1  | 6  | 4     | Qualificato alla finale |
| 2.        | Akademischer EHC Zürich | 2 | 1 | 0 | 1 | 2  | 6  | -4 | 2     |                         |
| 3.        | Zürcher SC              | 2 | 0 | 0 | 2 | 2  | 4  | -2 | 0     |                         |

#### Risultati
| Dolder Zürich 10/15 gennaio 1933 | Grasshopper Club | 5 – 0 referto | Akademischer EHC Zürich |  |

| Dolder Zürich 10/15 gennaio 1933 | Zürcher SC | 1 – 2 referto | Akademischer EHC Zürich |  |

| Dolder Zürich 10/15 gennaio 1933 | Grasshopper Club | 2 – 1 referto | Zürcher SC |  |

### Gruppo 3 - Ovest

#### Semifinali
| Gstaad 15 gennaio 1933 | Lycée Jaccard | 2 – 0 referto | Star Lausanne |  |

| Gstaad 15 gennaio 1933 | Château-d'Œx | 0 – 3 referto | Rosey-Gstaad |  |

#### Finale
| Gstaad | Rosey-Gstaad | 7 – 3 referto | Lycée Jaccard |  |

## Finale

### Classifica
| Posizione | Squadra          | G | V | N | P | GF | GF | DR  | Punti | Osservazioni      |
| --------- | ---------------- | - | - | - | - | -- | -- | --- | ----- | ----------------- |
| 1.        | Grasshopper Club | 2 | 2 | 0 | 0 | 10 | 1  | 9   | 4     | Campione Svizzero |
| 2.        | Davos            | 2 | 1 | 0 | 1 | 16 | 2  | 14  | 2     |                   |
| 3.        | Rosey-Gstaad     | 2 | 0 | 0 | 2 | 1  | 24 | -23 | 0     |                   |

### Risultati
| Dolder Zürich 22 gennaio 1933 | Grasshopper Club | 2 – 0 referto | Davos |  |

| Dolder Zürich 11 febbraio 1933 | Rosey-Gstaad | 0 – 16 referto | Davos |  |

| Dolder Zürich 12 febbraio 1933 | Rosey-Gstaad | 1 – 8 referto | Grasshopper Club |  |

## Verdetti
| Campionato Nazionale 1932-1933 | Campionato Nazionale 1932-1933 |
| ------------------------------ | ------------------------------ |
| Campionato Internazionale      | Grasshopper Club               |

### Roster della squadra vincitrice
| Vincitori del Campionato Internazionale Grasshopper Club | Portieri: Difensori: Attaccanti: Allenatore: |